# Новоєфремівка
Новоєфре́мівка — село в Україні, у Генічеській міській громаді Генічеського району Херсонської області. Населення становить 279 осіб. До 2020 орган місцевого самоврядування — Сокологірненська сільська рада.

## Історія
Згідно з погосподарськими книгами сільської ради за 1944—1946 рр. перші будинки в селі Новоєфремівка були побудовані в 1919 році господарями Самойленко Конаном Єлісеєвичем, 1895 р.н. і Волошко Павлом Філліповичем, 1900 р.н., далі головна забудова проводилася в 1922—1923 рр.
Під час організованого радянською владою Голодомору 1932—1933 років померло щонайменше 9 жителів села.
12 червня 2020 року, відповідно до Розпорядження Кабінету Міністрів України № 726-р «Про визначення адміністративних центрів та затвердження територій територіальних громад Херсонської області», увійшло до складу Генічеської міської громади.
17 липня 2020 року, в результаті адміністративно-територіальної реформи та ліквідації  колишнього Генічеського району увійшло до складу новоутвореного Генічеського району.
24 лютого 2022 року село тимчасово окуповане російськими військами під час російсько-української війни.

## Населення
Згідно з переписом УРСР 1989 року чисельність наявного населення села становила 316 осіб, з яких 154 чоловіки та 162 жінки.
За переписом населення України 2001 року в селі мешкало 275 осіб.

### Мова
Розподіл населення за рідною мовою за даними перепису 2001 року:
| Мова       | Відсоток |
| ---------- | -------- |
| українська | 89,61 %  |
| вірменська | 4,30 %   |
| російська  | 3,58 %   |
| інші       | 2,51 %   |